# Batistă

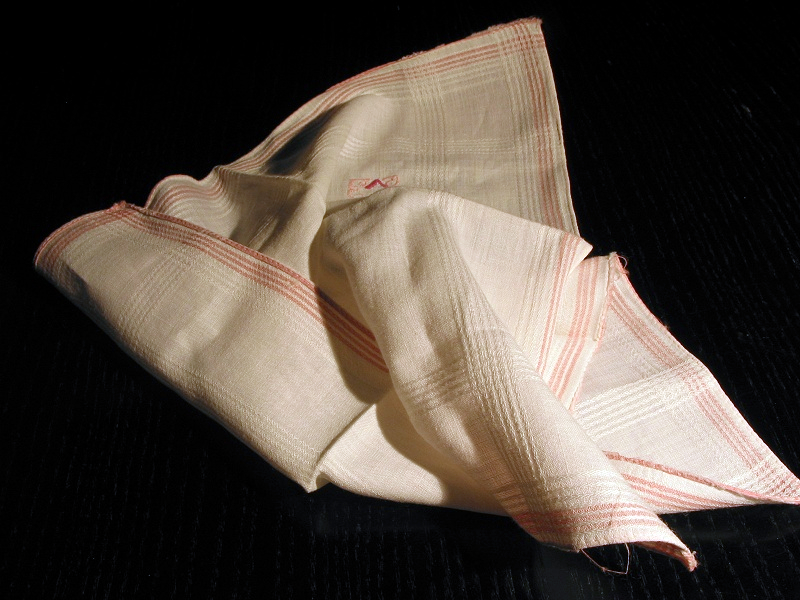
Batistă

Batista este o bucată de pânză pătrată care se ține în mod obișnuit în buzunar și are rol de a servi în scopuri personale pentru igienă. 

## Origine
Batistele au fost introduse în Europa în secolul XV de către Carlos Marques, care călătorea în Orient, unde țăranii aveau obiceiul să-și ferească capul de razele soarelui cu ajutorul unor bucăți pătrate de pânză de in.
În Europa batista a fost, inițial, folosită de către damele din înalta societate care îl foloseau ca obiect de distincție și era delicat ornamentat. În acele epoci nu avea rol igienic, se flutura doar la despărțiri sau se lăsa să cadă în mod sugestiv. Tocmai în secolul XV a început să fie folosit pentru igiena nasului. 

## Controverse
- În actualitate se recomandă, mai degrabă, folosirea servețelelor nazale în scopuri de igienă. În majoritatea țărilor, în afară de Japonia unde este considerat un semn de bună educație folosirea batistei, aceasta a devenit un articol demodat.

## Curiozități
- Batista este piesă a unor costume populare în anumite țări.
- În coride publicul agită batiste pentru a-i cere toreadorului trofee (urechea taurului).
- În multe dansuri populare, în special din America Latină, se folosesc batistele.
- În vechime arborarea batistelor albe era semn de predare.
- În unele sărbători populare, batistele se folosesc ca semn de apartenență în diferite grupuri bande, diferențiind grupul sau banda printr-o culoare distinctă.

## Expresii
- A pune batista pe țambal, cu sensul: a ascunde, a tăinui, a mușamaliza.
- A arăta pumnul sub batistă, cu sensul de: amenințare îmbrăcată în cuvinte frumoase.